# Senatul Spaniei
Senatul (în spaniolă Senado) este camera superioară a Parlamentului Spaniei (Cortes Generales), care împreună cu Congresul Deputaților—camera inferioară—cuprinde Parlamentul Regatului Spaniei. Senatul se întrunește la Palatul Senatului din Madrid.
Compoziția Senatului este stabilită de capitolul III din Constituția Spaniei. Senatul este compus din senatori, fiecare dintre ei reprezentând o provincie, un oraș autonom sau o comunitate autonomă. Fiecare provincie continentală, indiferent de mărimea populației sale, este reprezentată în mod egal de patru senatori; în provinciile insulare, insulele mari sunt reprezentate de trei senatori, iar insulele mici sunt reprezentate de un singur senator. De asemenea, orașele autonome Ceuta și Melilla aleg doi senatori. Această alegere directă are ca rezultat alegerea a 208 de senatori de către cetățeni. În plus, legislativele regionale își desemnează, de asemenea, proprii reprezentanți, un senator pentru fiecare comunitate autonomă și altul pentru fiecare milion de persoane, desemnând un total de 58 de senatori.
Puterile sale sunt similare cu cele ale Congresului Deputaților. Cu toate acestea, în virtutea rolului său de cameră teritorială, aceasta este înzestrată cu puteri excepționale, cum ar fi autorizarea guvernului națiunii să aplice o regulă directă asupra unei regiuni sau să dizolve consiliile orășenești. Președintele Senatului este ales de către membrii acestuia.